# Natação no Campeonato Mundial de Esportes Aquáticos de 2022 - 800 m livre masculino
A prova dos 800 metros livre masculino da natação no Campeonato Mundial de Esportes Aquáticos de 2022 ocorreu nos dias 20 e 21 de junho, em Budapeste, na Hungria.

## Recordes
Antes desta competição, os recordes mundiais e do campeonato nesta prova eram os seguintes:
| Tipo                  | Atleta    | Tempo     | Local | Data                |
| --------------------- | --------- | --------- | ----- | ------------------- |
|                       | Zhang Lin | 7m 32s 12 | Roma  | 29 de julho de 2009 |
| Recorde do campeonato | Zhang Lin | 7m 32s 12 | Roma  | 29 de julho de 2009 |

## Medalhistas
| Ouro               | Prata                   | Bronze                   |
| Robert Finke (USA) | Florian Wellbrock (GER) | Mykhailo Romanchuk (UKR) |

## Cronograma
Todos os horários são locais (UTC+2). 
| Data        | Hora  | Evento        |
| ----------- | ----- | ------------- |
| 20 de junho | 09:57 | Eliminatórias |
| 21 de junho | 18:02 | Final         |

## Resultados

### Eliminatórias
Esses foram os resultados das eliminatórias. A prova foi realizada no dia 20 de junho com início às 09:57.
| Pos. | Bateria | Raia | Nadador                     | Nacionalidade  | Tempo   | Notas            |
| ---- | ------- | ---- | --------------------------- | -------------- | ------- | ---------------- |
| 1    | 3       | 4    | Mykhailo Romanchuk          | Ucrânia        | 7:44.75 | Q                |
| 2    | 3       | 5    | Florian Wellbrock           | Alemanha       | 7:44.80 | Q                |
| 3    | 3       | 6    | Gabriele Detti              | Itália         | 7:46.08 | Q                |
| 4    | 4       | 4    | Gregorio Paltrinieri        | Itália         | 7:46.24 | Q                |
| 5    | 3       | 1    | Daniel Wiffen               | Irlanda        | 7:46.32 | Q,               |
| 6    | 4       | 3    | Robert Finke                | Estados Unidos | 7:46.36 | Q                |
| 7    | 4       | 2    | Guilherme Costa             | Brasil         | 7:46.90 | Q                |
| 8    | 4       | 8    | Damien Joly                 | França         | 7:47.46 | Q                |
| 9    | 4       | 7    | Samuel Short                | Austrália      | 7:48.28 |                  |
| 10   | 4       | 1    | Daniel Jervis               | Reino Unido    | 7:50.55 |                  |
| 11   | 3       | 2    | Henrik Christiansen         | Noruega        | 7:50.98 |                  |
| 12   | 3       | 7    | Charlie Clark               | Estados Unidos | 7:51.59 |                  |
| 13   | 4       | 0    | Marwan Elkamash             | Egito          | 7:52.08 |                  |
| 14   | 2       | 3    | Kim Woo-min                 | Coreia do Sul  | 7:53.27 |                  |
| 15   | 4       | 5    | Lukas Märtens               | Alemanha       | 7:55.21 |                  |
| 16   | 4       | 9    | Dimitrios Markos            | Grécia         | 8:00.08 |                  |
| 17   | 3       | 9    | Bar Soloveychik             | Israel         | 8:04.14 |                  |
| 18   | 3       | 8    | Zhang Ziyang                | China          | 8:04.18 |                  |
| 19   | 2       | 5    | Carlos Garach               | Espanha        | 8:05.52 |                  |
| 20   | 2       | 6    | Juan Manuel Morales         | Colômbia       | 8:05.61 |                  |
| 21   | 2       | 4    | Ákos Kalmár                 | Hungria        | 8:06.67 |                  |
| 22   | 3       | 0    | José Paulo Lopes            | Portugal       | 8:14.40 |                  |
| 23   | 2       | 2    | Kushagra Rawat              | Índia          | 8:15.96 |                  |
| 24   | 1       | 5    | Rafael Ponce de León        | Peru           | 8:17.49 |                  |
| 25   | 2       | 1    | Nguyễn Hữu Kim Sơn          | Vietname       | 8:24.02 |                  |
| 26   | 2       | 0    | Rodolfo Falcón              | Cuba           | 8:24.45 |                  |
| 27   | 1       | 4    | Loris Bianchi               | San Marino     | 8:27.93 |                  |
| 28   | 2       | 7    | Cheuk Ming Ho               | Hong Kong      | 8:32.67 |                  |
| 29   | 2       | 8    | Ratthawit Thammananthachote | Tailândia      | 8:35.86 |                  |
| 30   | 1       | 3    | Muhammad Siddiqui           | Paquistão      | 8:57.59 | Recorde nacional |
| 31   | 3       | 3    | Elijah Winnington           | Austrália      | DNS     | DNS              |
| 31   | 4       | 6    | Felix Auböck                | Áustria        | DNS     | DNS              |

### Final
A final foi realizada em 21 de junho às 18:02.
| Pos.              | Raia | Nadador              | Nacionalidade  | Tempo   | Notas                 |
| ----------------- | ---- | -------------------- | -------------- | ------- | --------------------- |
| Medalha de ouro   | 7    | Robert Finke         | Estados Unidos | 7:39.36 | Recorde da América    |
| Medalha de prata  | 5    | Florian Wellbrock    | Alemanha       | 7:39.63 | Recorde nacional      |
| Medalha de bronze | 4    | Mykhailo Romanchuk   | Ucrânia        | 7:40.05 | Recorde nacional      |
| 4                 | 6    | Gregorio Paltrinieri | Itália         | 7:41.19 |                       |
| 5                 | 1    | Guilherme Costa      | Brasil         | 7:45.48 | Recorde sul-americano |
| 6                 | 3    | Gabriele Detti       | Itália         | 7:47.75 |                       |
| 7                 | 8    | Damien Joly          | França         | 7:48.10 |                       |
| 8                 | 2    | Daniel Wiffen        | Irlanda        | 7:50.63 |                       |

Legenda
| Recorde mundial       | Recorde mundial (World record)               |                       | Recorde africano                      | Recorde africano (African) |                                           | Q | Classificado por posição (Qualified) |
| Recorde do campeonato | Recorde do campeonato (Championship record)  | Recorde da América    | Recorde da América (Americas)         | q                          | Classificado por melhor tempo (Qualified) |   |                                      |
| Melhor marca do ano   | Melhor marca do ano (World leading)          | Recorde asiático      | Recorde asiático (Asian)              | DNS                        | Não largou (Did not start)                |   |                                      |
| Recorde nacional      | Recorde nacional (National record)           | Recorde europeu       | Recorde europeu (European)            | DNF                        | Não terminou (Did not finish)             |   |                                      |
| Recorde pessoal       | Recorde pessoal do atleta (Personal best)    | Recorde da Oceania    | Recorde da Oceania (Oceania)          | DSQ / DQ                   | Desclassificado (Disqualified)            |   |                                      |
| Recorde da temporada  | Recorde da temporada do atleta (Season best) | Recorde sul-americano | Recorde sul-americano (South America) | NM                         | Sem marca (No mark)                       |   |                                      |